# Újezd (Malá Strana)
Újezd je název ulice a zaniklé vsi na Malé Straně v Praze 1.

## Historie
Území Újezdu se ve 12. století rozkládalo mezi vltavským břehem (na východě) a petřínským svahem (na západě), a ve směru severojižním mezi kostelem sv. Jana Křtitele (dnešním názvem sv. Jana Křtitele na prádle) na severu a kostelem sv. Filipa a Jakuba (v prostoru dnešního Arbesova náměstí) na jihu. Neznámé je umístění kostela sv. Jana Evangelisty Odraného, který je připomínán k roku 1365 a zanikl zřejmě za husitských válek. Osada původně patřila v severní části pod správu johanitských rytířů a zbytek pod pravomoc kláštera svatého Jiří a kapituly u sv. Víta.
Při rozšíření Malé Strany vybudováním Hladové zdi v letech 1360–1362 se stala severní část Újezda spolu s územím dalších osad součástí Malé Strany. Původní újezdská brána z doby založení Malé Strany roku 1257 stála až u Malostranského náměstí v místech domu Karmelitská 516/31. Při rozšíření Malé Strany Karlem IV. byla nová újezdská brána zřízena na úpatí Petřína v místech dnešní hranice Smíchova. Nazývala se také Kartouzská brána podle nedalekého nejstaršího českého kartuziánské kláštera. Při výstavbě nového barokního opevnění v 17. století její funkci převzala nová brána z roku 1693, která se též nazývala Říšská brána podle toho, že se tudy jezdilo do říšského Bavorska. Tuto bránu nahradila v roce 1862 novogotická Újezdská brána, zbořená v rámci rušení hradeb roku 1891.

## Název Újezd
Jméno Újezd pochází ze 13. století. Dnešní stejnojmenná ulice se v letech 1800–1870 nazývala Újezdská ulice a její jižní část U brány Újezdské. Dnes je Újezd jedna z hlavních malostranských ulic. Kopíruje úpatí Petřína a je pokračováním ulice Karmelitské (od křižovatky s Harantovou) a končí na náměstí Kinských na Smíchově.
Název Újezd byl přenesen i do názvů místní tramvajové zastávky a dolní stanice lanové dráhy na Petřín, na kterou vede ulice U lanové dráhy.

## Pamětihodnosti
- Dúm čp. 388/III, Újezd 50/ Karmelitská 2-4, České muzeum hudby (původně kostel sv. Máří Magdaleny s dominikánským klášterem)
- Dům čp. 390/III U Popelků, renesanční dům s gotickými sklepy
- Dům čp. 400/III historizující nájemní dům s ušlechtilým secesním dekorem, stavitel Jan Petránek (1903-1904)
- Dům čp. 402/III U Černého orla, novorenesanční nájemní dům, architekt Jan Zeyer (1892-1893), v přízemí Galerie Resonance
- Dům čp. 403/III U Pavlánských, novorenesanční fasáda Otakar Materna (1894-1985)
- Dům čp. 404/III Paulhofský - od roku 1599 malostranský špitál[3]
- Dům čp. 408/III U zlatého šneku, Újezd 31/U lanové dráhy 4, v letech 1688- 1700 byl majitelem a přestavitelem Abraham Leuthner
- Dům čp. 419/III nárožní dům Újezd 12/ Vítězná 15, klasicistní nájemní, arch. Josef Kaura
- Dům čp. 423/III Újezd 23, U černého kříže, renesanční v baroku přestavěný
- Dům čp. 432/III, ve dvoře Ateliér Josefa Sudka
- Dům čp. 450/III Palác Michny z Vacínova (Tyršův dům)
- Lanová dráha na Petřín
- Pomník obětem komunismu od Olbrama Zoubka (v místě Újezdských kasáren)
- Seminářská zahrada
- Újezdská kasárna – zbořená roku 1932, rodiště Jana Nerudy
- na blíže nezjištěném místě mezi Újezdem a Malostranským náměstím stávala do roku 1142 nejstarší synagoga v Praze;[4] podle Václava Hájka z Libočan měla stát na Újezdě[5]
- kartuziánský klášter Zahrada Panny Marie založený Janem Lucemburským

## Fotogalerie

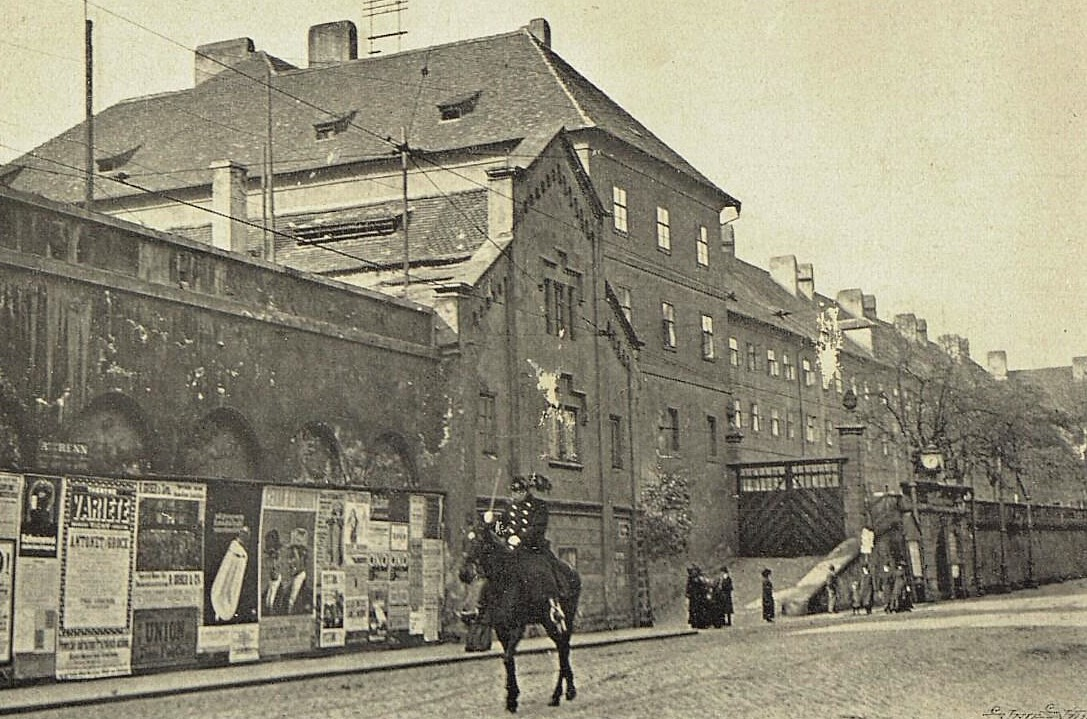
Újezdská kasárna, 1912
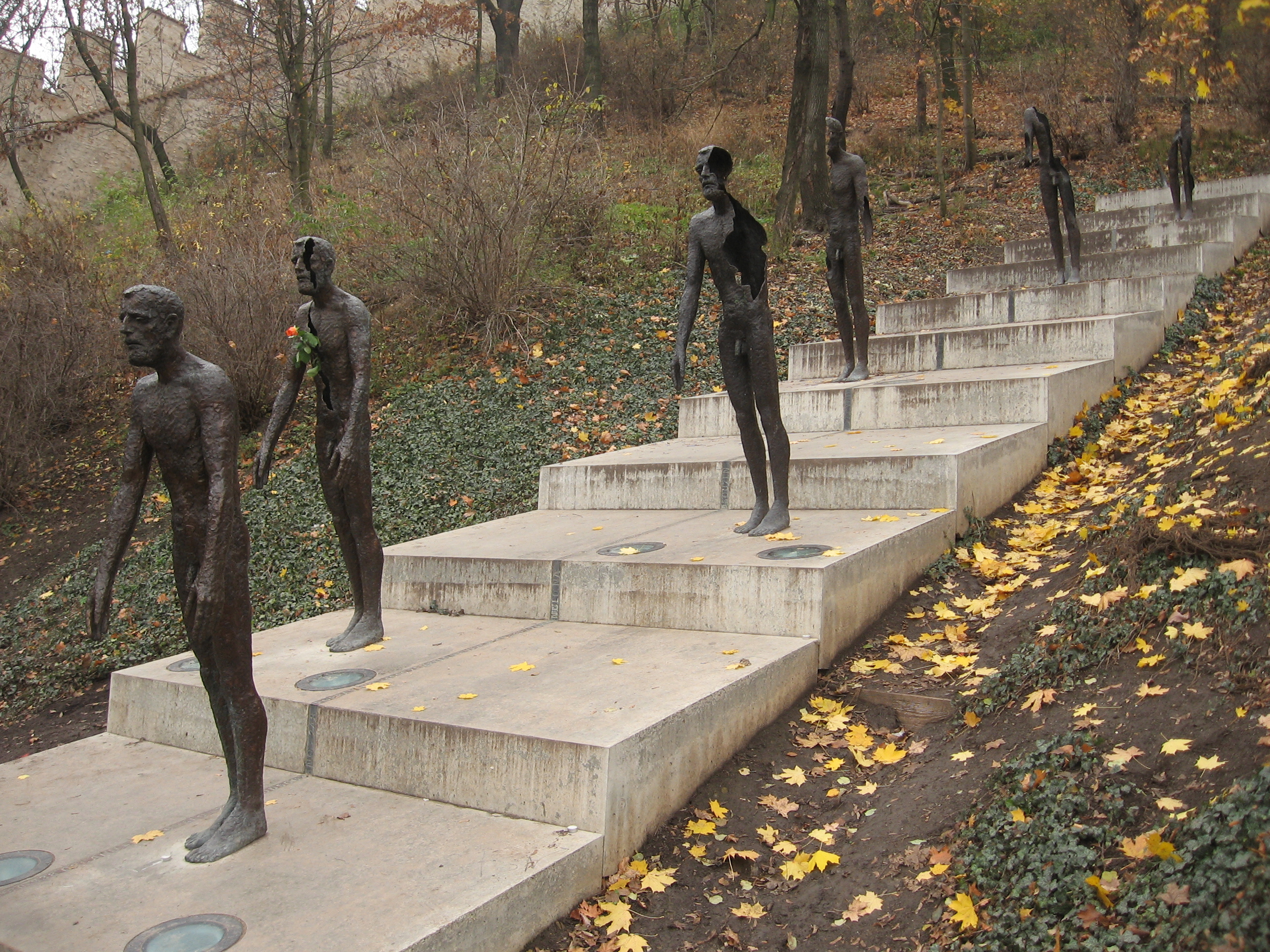
Pomník obětem komunismu na Újezdě na úpatí Petřína
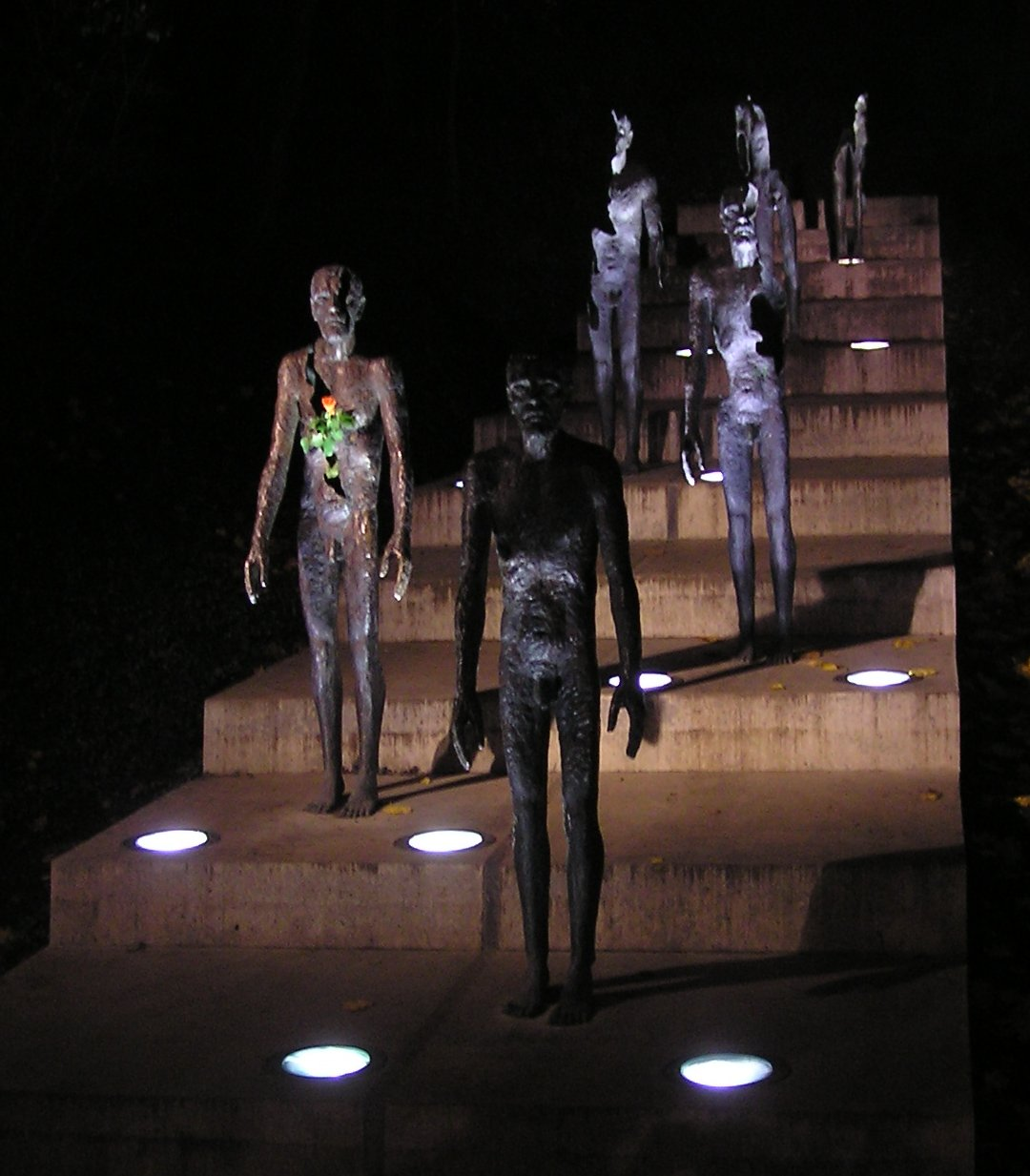
Pomník obětem komunismu na Újezdě na úpatí Petřína
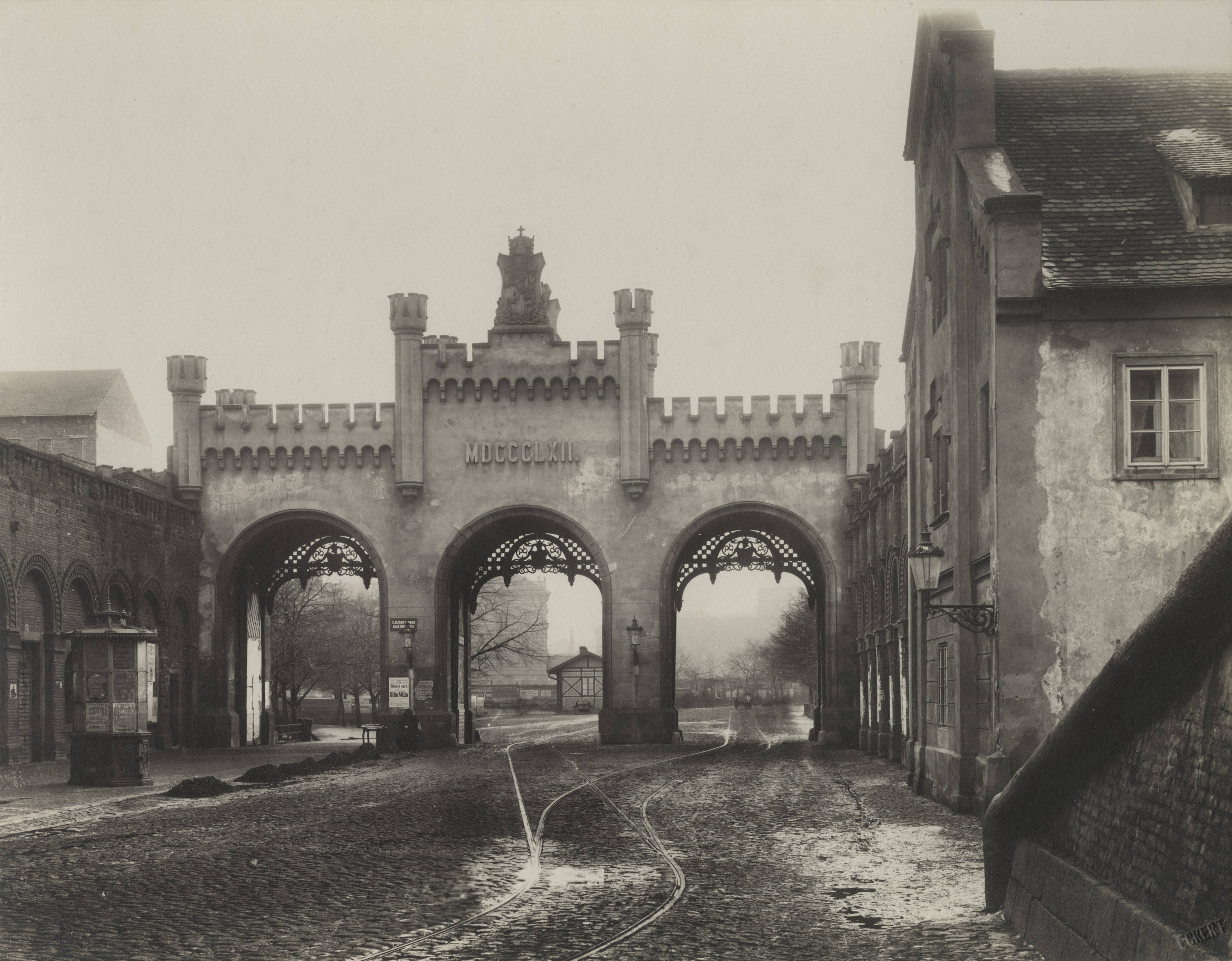
Újezdská brána
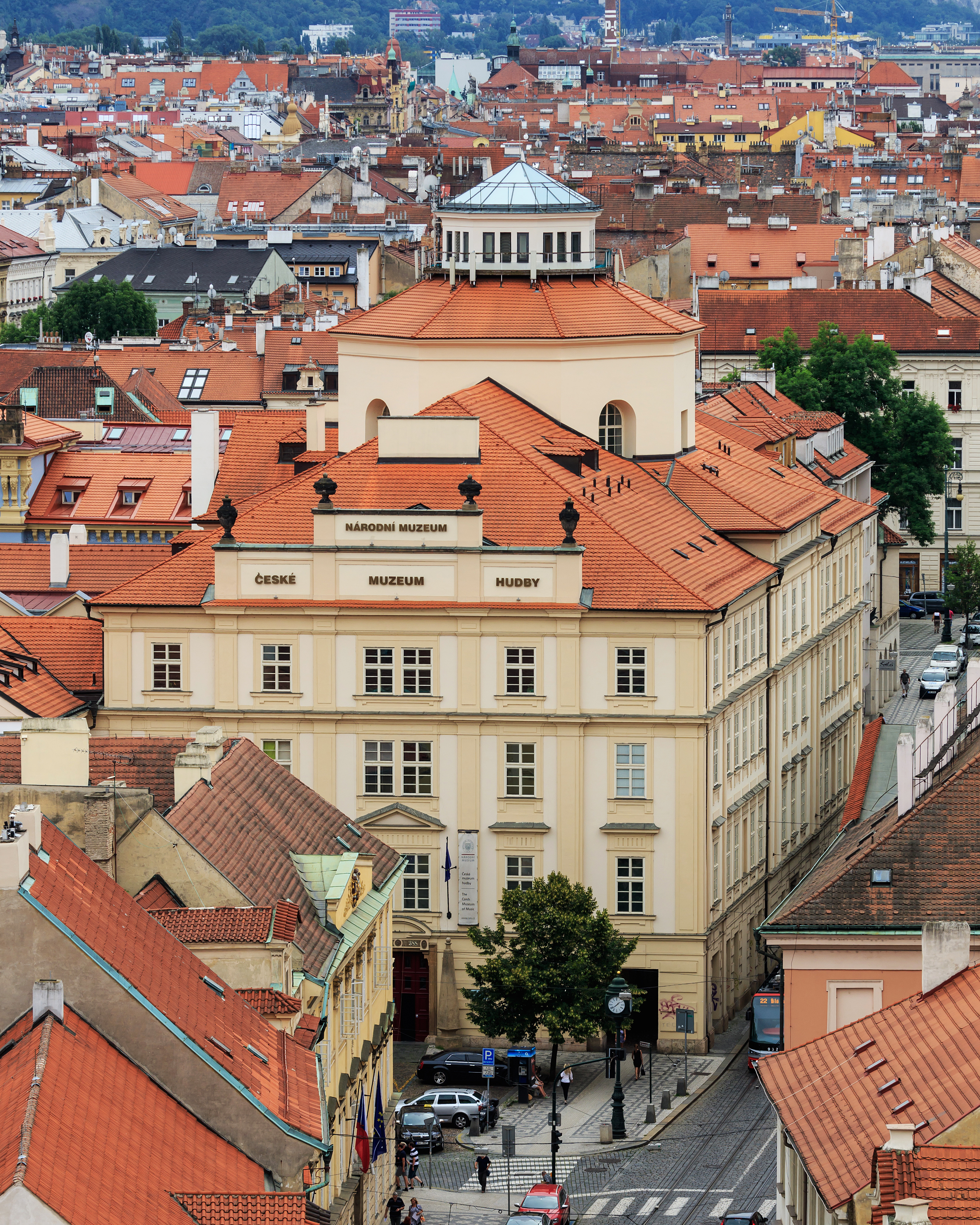
Někdejší kostel svaté Máří Magdalény, dnes budova Českého muzea hudby